# Macrolide

Erytromycine

Claritromycine

Macroliden zijn antibiotica en te beschouwen als macrocyclische lacton-ringen (met 14, 15 of 16 atomen) waarop twee suikerringen zijn ingeplant. Ze inhiberen de translocatie-reactie ter hoogte van het 50S-ribosoom. Ze werken bacteriostatisch bij de in vivo bereikbare concentraties. Ze zijn bactericide tegenover de meest gevoelige bacteriën bij hogere concentraties.
De belangrijkste macroliden zijn erytromycine en claritromycine. Azitromycine behoort tot een subklasse van de macroliden, de zogenaamde azaliden. Deze laatste twee zijn slechts weinig actiever dan erytromycine, maar worden vooral beter geabsorbeerd na orale toediening. Door hun farmacokinetische eigenschappen is het mogelijk claritromycine en azitromycine eenmaal daags te doseren. Hierdoor, door hun vrij brede antibiotische werking en vanwege hun relatief mild bijwerkingenprofiel zijn het populaire antibiotica in de huisartsenpraktijk.  Overigens wordt erytromycine in uitzonderlijke gevallen gebruikt als prokineticum, als het in deze vorm gebruikt wordt maakt men dus gebruik van de bijwerking als primaire werking.
Macroliden zijn vooral actief tegen grampositieve bacteriën (pneumokokken, streptokokken, corynebacteriae), Mycoplasma (Mycoplasma pneumoniae en Ureoplama urealyticum) en Chlamydia (Chlamydia pneumoniae en Chlamydia trachomatis). Het zijn eerste-keusantibiotica tegen Chlamydia, Rickettsia, Mycoplasma en Legionella pneumophila. De macroliden zijn weinig of niet actief tegen gram-negatieve bacteriën (uitgezonderd Bordetella pertussis, Campylobacter en Legionella). Enterobacteriaceae zijn niet gevoelig voor macroliden. Bovendien zijn claritromycine en azitromycine matig actief tegen Haemophilus influenzae en Moraxella catarrhalis.
Alle macroliden bezitten een hoog distributievolume en worden zeer goed intracellulair opgenomen, zowel in witte bloedcellen, fibroblasten als macrofagen. Ze zijn aangewezen bij infecties van de bovenste luchtwegen veroorzaakt door groep A β-hemolytische streptokokken en bij infecties van de huid en weke weefsels, vooral wanneer β-lactamantibiotica niet aangewezen zijn (bijvoorbeeld penicillineallergie). Macroliden zijn ook aangewezen bij infecties van de luchtwegen door mycoplasma en bij urogenitale infecties door chlamydia.
Macroliden zijn samen met de tetracyclines de eerste keus van behandeling van pneumonie veroorzaakt door Mycoplasma pneumoniae en Chlamydia pneumoniae. Zij kunnen ook aangewend worden voor de behandeling van ernstige faryngitis door Streptococcus pyogenes (bij allergie voor penicilline). Ze kunnen ook gebruikt worden in de behandeling van enteritis veroorzaakt door Campylobacter jejuni. Azitromycine kan daarenboven ook aangewend worden in de chemoprofylaxis van meningokokkeninfecties bij kinderen.

## Mechanismen van resistentie tegen macroliden
Net zoals bij de aminoglycosiden zijn er ook voor de macroliden verschillende efflux-geassocieerde resistentiepatronen bekend: RND, SMR, MFS en ABC. Deze verhogen allemaal de efflux van deze antibiotica bij streptokokken en stafylokokken.
Verder kan een plasmide coderen voor een methylase, dat het 23S-RNA van het 50S ribosoom methyleert. Dit zorgt voor de zogenaamde MLS-resistentie (macroliden, lincosamide, streptogramine B). De enzymenreeks die verantwoordelijk is voor de N-dimethylering van adenine van het bacterieel 23S-RNA wordt aangeduid met "Erm" (ErmC, ErmA, ErmAM). Deze Erm-methylasen kunnen hetzij constitutief voorkomen, hetzij geïnduceerd worden door erytromycine.